# Уоллис, Дэйв
Дэйв Уоллис (англ. Dave Wallis; 1917 — 1990) — английский писатель.

## Творчество
Известен преимущественно благодаря роману «Выжили только влюблённые» (англ. Only Lovers Left Alive, 1964).
Роман написан в жанре постапокалиптика: все взрослые в Англии покончили жизнь самоубийством, и страна осталась в распоряжении детей и подростков, превративших её в поле нескончаемых битв и насилия. Книга произвела заметное впечатление на современников: о ней, в частности, вспоминал в своём последнем интервью Джим Моррисон.
Название для романа Уоллис позаимствовал из стихотворения Джека Линдсея «Возрождённая земля» (англ. Earth reborn), первое четверостишие которого служит книге эпиграфом:
If mankind died at twenty-five

(save poets & musicians)

and only lovers were left alive

to throng their exhibitions…
Книга планировалась к экранизации в 1966 году с участием музыкантов группы Rolling Stones, снимать картину должен был Николас Рэй. Однако экранизация так и не состоялась.

Она подходила и по цене, и по содержанию. В ней тоже был необычный сюжет. Её автор — учитель из Йоркшира по имени Дэйв Уоллис, но, к сожалению, в отличие от «Заводного апельсина», она не была настолько же увлекательна. Вы переставали следить за сюжетом уже через пару страниц — слишком уж нереально и эксцентрично. Ваше воображение не выдерживало подобной нагрузки.— Эндрю Олдхэм
Кроме того, в 1976 г. в Англии был выпущен комикс по мотивам романа Уоллиса, «Kids Rule O.K.».
В русском сокращённом переводе Льва Дымова роман получил название «Молодой мир» и в 1991 году был опубликован в журнале «Вокруг света»
В 1970 году Роджер Корман выпустил фильм «Газ! Или как пришлось уничтожить мир, чтобы его спасти», который сюжетно очень схож с «Молодым Миром».